# Битва на Гнилій Липі
Битва на Гнилій Липі — битва Першої світової війни між арміями Російської та Австро-угорської імперій, яка відбувалась 29—30 серпня 1914 року на річці Гнила Липа в ході Галицької битви.

## Передумови

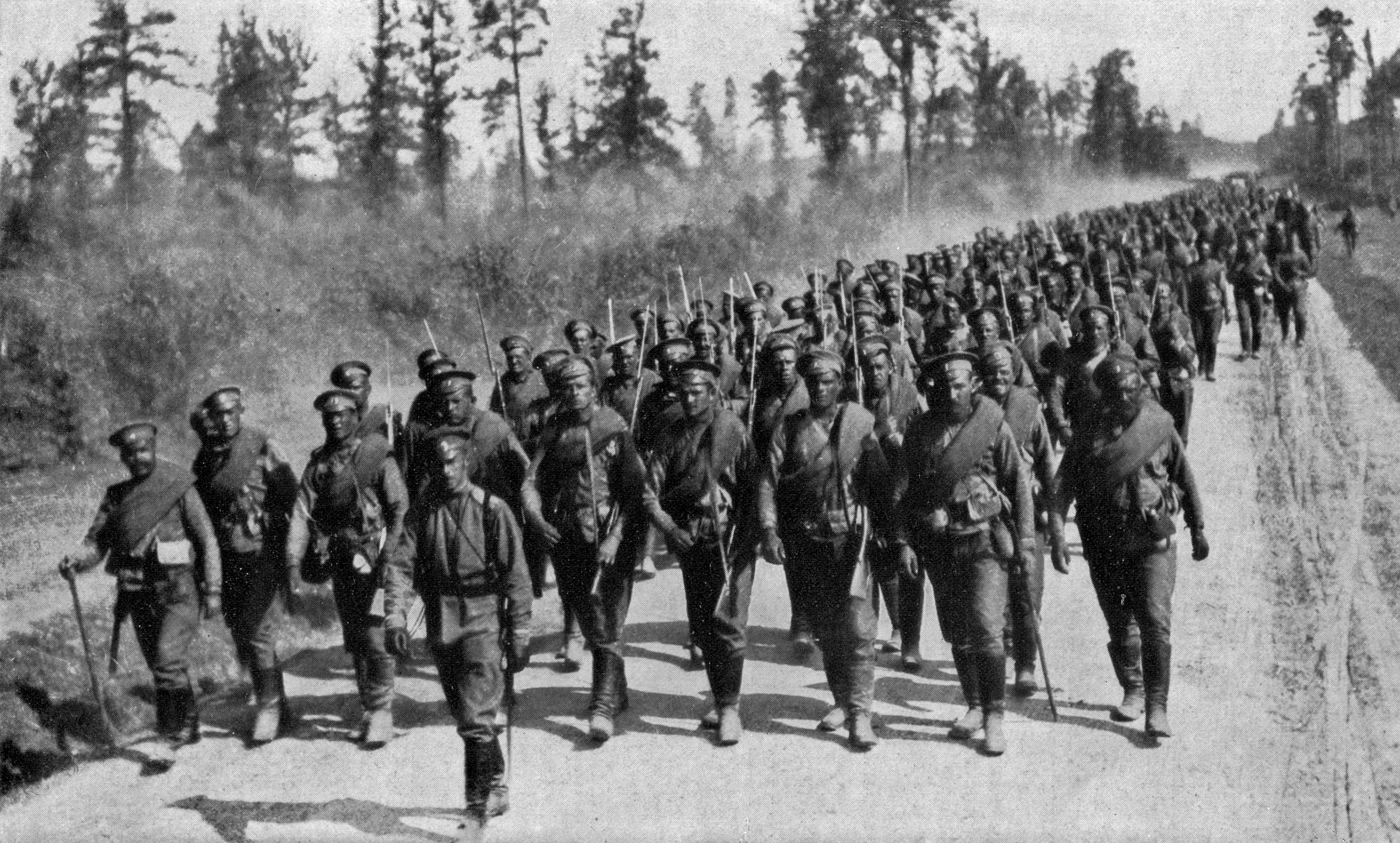
Російське військо на марші

Протягом Битви за Галичину, котра почалась 18 серпня 1914 року, російським військам вдалося відтіснити австрійські сили від кордону, та завдати їм болючої поразки на Золотій Липі. Командування австрійської армії вирішило відступати до Гнилої Липи з наміром закріпитись на ній, та, згодом, перейти в контрнаступ.

Річка Гнила Липа

## Перебіг бойових дій
Після битви на річці Золота Липа 3-тя австрійська армія перейшла до оборони на рубежі Куликове, Пруси і далі по західному березі Гнилої Липи. Австрійці зосередили на фронті, протяжністю в 120 кілометрів, 14 піхотних і 4 кавалерійські дивізії, 6 ландштурмових бригад та 39 маршових батальйонів (всього близько 300 тисяч осіб, 862 гармати та міномети). Їм протистояли російські війська і 3-ї й 8-ї армії в складі яких перебувало до 20 піхотних, 8 кавалерійських дивізій і 2 стрілецькі бригади (всього до 400 тисяч осіб, 1304 гармати та міномети)
З району Рогатина австрійці намітили нанесення контрудару силами 2-ї австрійської армії під фланг 3-ї російської армії під час її наступу на Львів. Російські сили мали завдання розгромити львівське угрупування австрійців. Бойові дії російських армій 16 і 17 (29 і 30) серпня розвивалися успішно. 17 (30) серпня 9-й і 10-й корпуси 3-ї російської армії й 7-й корпус 8-ї російської армії прорвали австрійську оборону на Гнилий Липі під Перемишлянами. У прорив була кинута 10-та кавалерійська дивізія, яка атакувала відступаючі австрійські війська. На нижній течії Гнилої Липи 12-й і 8-й корпуси 8-ї російської армії 17 і 18 (30 і 31) серпня на всьому фронті форсували ріку та розгромили частини 2-ї австрійської армії, які не встигли закінчити зосередження сил.
Зазнавши великих втрат, 2-га і 3-тя австрійські армії 18 (31) серпня почали відхід. Переслідуючи противника, російські армії зайняли 20 серпня (2 вересня) місто Галич, а 21 серпня (3 вересня) увійшли до Львова. З 29 серпня (11 вересня) австрійці почали загальний відхід по всьому фронту.

## Причини успіху російських військ
Рішення австрійців дати бій на Гнилій Липі після поразки їх в операції на Золотій Липі було помилковим. Завдання, поставлені 2-й і 3-й австрійським арміям, не відповідали обстановці. Також австрійські війська в якісному відношенні поступалися російським.

## Наслідки битви
Після поразки на Гнилій Липі австро-угорці залишаючи гвинтівки, гармати, зарядні ящики та вози, в повному безладі відійшли по всьому фронті в напрямках на Львів, Миколаїв і Галич. Великого успіху добилися російські війська 3-ї армії — 21-й корпус, який наступав на її правому фланзі, завдав поразки групі Демпфа і змусив противника кинутись в безладну втечу.
У цілому, запеклі бої на Гнилий Липі коштували російським військам втрати близько 30 тисяч осіб, з яких більша частина припала на 8-му армію. У цій армії в найгіршому становищі перебував 8-й корпус, який відбивав атаки противника під Галичем. У 3-й армії з'явилися ознаки розладу в 9-му корпусі. Втрати австрійців були приблизно вдвічі більшими, ніж у росіян. А два їх корпуси, 12-ї та 3-й, існували лише номінально. У цих корпусах з'явилися перші випадки масової здачі в полон. Командувачу армією знадобився тиждень, щоб зібрати частини, котрі безладно втікали, і відновити боєздатність цих корпусів на мінімальному рівні.